# گورکا لوبارتووسکا
گورکا لوبارتووسکا (به لاتین: Górka Lubartowska) یک روستا در لهستان است که در گمینا نگچویادا واقع شده‌است. گورکا لوبارتووسکا ۶۰۰ نفر جمعیت دارد.